# La Gloria, Cuetzalan del Progreso
La Gloria är en ort i Mexiko.   Den ligger i kommunen Cuetzalan del Progreso och delstaten Puebla, i den sydöstra delen av landet, 180 km öster om huvudstaden Mexico City. La Gloria ligger 1 540 meter över havet och antalet invånare är 172.
Terrängen runt La Gloria är kuperad åt nordost, men åt sydväst är den bergig. Runt La Gloria är det ganska glesbefolkat, med 43 invånare per kvadratkilometer. Närmaste större samhälle är Ciudad de Tlatlauquitepec, 14,9 km söder om La Gloria. I omgivningarna runt La Gloria växer huvudsakligen savannskog.